# Sylphe à queue violette
Aglaiocercus coelestis
Espèce
Répartition géographique
Statut de conservation UICN

 LC  : Préoccupation mineure
Statut CITES
Le Sylphe à queue violette (Aglaiocercus coelestis) est une espèce d'oiseaux de la famille des Trochilidae.

## Habitat
Cet oiseau fréquente les forêts tropicales et subtropicales humides de montagnes.

## Sous-espèces
Selon la classification de référence du Congrès ornithologique international (14.2, 2025) il se répartit en deux sous-espèces :
- Aglaiocercus coelestis coelestis (Gould, 1861) — versant pacifique des Andes colombiennes et équatoriennes ;
- Aglaiocercus coelestis aethereus (Chapman, 1925) — ...sud-ouest équatoriennes.